# Jitsuzō Kuwabara
Jitsuzō Kuwabara (dans l'ordre japonais Kuwabara Jitsuzō 桑原 隲藏, né le 27 janvier 1871, mort le 24 mai 1931) est un historien et sinologue japonais.

## Éléments biographiques
Né dans le département de Fukui (à l’époque, département de Honpo), il fait ses études à l’Université impériale de Tōkyō où il se spécialise en Lettres chinoises (kanbun). Diplômé en 1896, il enseigne à partir de 1899 à l’École normale supérieure de Tōkyō. Entre 1907 et 1909, il étudie en Chine. À son retour, il est aussitôt nommé professeur à l’Université impériale de Kyōto où il enseigne jusqu’à sa retraite en 1930.

Son fils, Kuwabara Takeo (1904-1988), est un spécialiste de la littérature française, qui a traduit en japonais Le Rouge et le noir de Stendhal, entre autres.

## Œuvre
Bien que de formation classique, Kuwabara ne s’est pas cantonné à l’histoire de la Chine antique. À travers ses travaux sur l’histoire du commerce, des transports, de l’alimentation ou encore du droit, il contribua de façon décisive à la naissance des études chinoises modernes au Japon. Ses travaux eurent un écho international, notamment ceux sur le marchand d’origine arabe Pu Shougeng, directeur des douanes de Quanzhou à la fin du treizième siècle.